# Liparis jamaicensis
Liparis jamaicensis är en orkidéart som beskrevs av John Lindley och August Heinrich Rudolf Grisebach. Liparis jamaicensis ingår i släktet gulyxnen, och familjen orkidéer. Inga underarter finns listade i Catalogue of Life.